# Ка Верде (Ферара)
Ка Верде (итал. Ca' Verde) је насеље у Италији у округу Ферара, региону Емилија-Ромања.
Према процени из 2011. у насељу је живело 25 становника. Насеље се налази на надморској висини од 7 м.